# Tom Casperson
Tom Casperson (Escanaba, 20 de julio de 1959 - 29 de noviembre de 2020) fue un político estadounidense del estado de Michigan. Anteriormente se desempeñó como miembro republicano del Senado del estado de Míchigan, en representación del distrito 38, que incluye gran parte de la península superior. Anteriormente sirvió en la Cámara de Representantes del Estado de Míchigan, en representación del distrito 108.

## Primeros años
Casperson nació en Escanaba, Michigan en 1959. Se graduó de Escanaba Senior High School en 1977. Trabajó en el negocio de camiones de troncos de su familia, Casperson and Son Trucking, durante 25 años, y fue dueño del negocio durante diez años. Estaba casado con Diane Casperson, con quien tuvo cuatro hijos.

## Carrera política

### Legislatura de Michigan
Casperson sirvió en la Cámara de Representantes de Michigan de 2003 a 2008. Fue vicepresidente del Comité de Transporte de la Cámara de Representantes y miembro de la Administración de Agricultura y Recursos; Uso del suelo y medio ambiente; y comités de Asuntos de Veteranos y Seguridad Nacional. Luego sirvió en el Senado de Michigan de 2011 a 2018 representando a gran parte de la Península Superior.
En 2013, mientras estaba en un programa de entrevistas de radio, Casperson dijo que no estaba seguro de que el presidente Barack Obama hubiera nacido en Estados Unidos. Casperson es también conocido por tratar de aprobar una legislación que requiera que las personas transgénero usen el baño del género que se indica en su certificado de nacimiento.

### Campaña del Congreso
El 14 de mayo de 2008, Tom Casperson presentó más de 1700 peticiones al Secretario de Estado, lanzando formalmente su candidatura al Congreso por el Primer Distrito Congresional de Michigan como republicano contra el actual demócrata Bart Stupak. Ese apoyo se traduce en designar a Casperson como el candidato que más apoyo reunió entre todos los candidatos que se han postulado para el Primer Distrito Congresional. Tras su anuncio de candidatura el 17 de marzo, Casperson viajó por todo el distrito, cubriendo los 31 condados, y obtuvo peticiones de cada condado dentro del distrito.
Según la Comisión Federal de Elecciones (FEC), Casperson informó un total de ingresos por financiamiento de campañas de $ 102,059 en julio de 2008, de los cuales tres cuartas partes de esa cantidad fueron donadas por individuos, una octava parte de los Comités de Acción Política (PAC) y una octava parte del candidato. él mismo prestado a su campaña. Hasta julio, los otros dos contendientes republicanos por el puesto del 1.er Distrito del Congreso no habían presentado informes financieros a la FEC. (Según la Ley de Campañas Electorales Federales, solo los candidatos que hayan recaudado (o gastado) más de $ 5,000 deben presentar informes financieros) Rep. Bart Stupak, (D) Menominee, informó a la FEC $ 730,541 en recibos totales; de los cuales la mayoría fue aportada por PAC. Aproximadamente tres octavos de las contribuciones del congresista provinieron de individuos.
Según la FEC, Americans for Constitutional Enforcement (ACE) de Iron Mountain, Michigan Farm Bureau PAC, National Electrical Contractors PAC, Michigan Infrastructure and Transportation Association Federal PAC, MILEAD Fund y varios candidatos y grupos republicanos constituyen el PAC de Casperson. Stupak tiene 16 páginas de PAC enumeradas en su informe FEC. Los Stupak de apoyo de PAC incluyen numerosos gigantes de las comunicaciones como AT&T, Alltel, Time Warner, Motorola, Sony, Universal, Verizon y Viacom. En las elecciones de noviembre de 2008, Casperson fue derrotado por Stupak.

## Fallecimiento
Casperson murió de cáncer el 29 de noviembre de 2020 a los sesenta y un años.

## Historia electoral
- Campaña 2008 para el Congreso
  - Tom Casperson (derecha), 33%
  - Bart Stupak (D), 65%
- Campaña de 2006 para State House
  - Tom Casperson (derecha), 55%
  - Judy Nerat (D), 44%
- Campaña 2004 para State House
  - Tom Casperson (derecha), 68%
  - Dennis Baldinelli (D), 31%
- Campaña 2002 para State House
  - Tom Casperson (derecha), 51%
  - Laurie Stupak (D), 48%